# London Borough of Haringey
Der London Borough of Haringey [ˈhæɹɪŋgeɪ] ist ein Stadtbezirk von London. Er liegt im Norden der Stadt. Bei der Gründung der Verwaltungsregion Greater London im Jahr 1965 entstand er aus dem Municipal Borough of Hornsey, dem Municipal Borough of Wood Green und dem Municipal Borough of Tottenham in der Grafschaft Middlesex.
Die bekannteste Sehenswürdigkeit ist der Alexandra Palace. Zudem liegt im Bezirk der Highgate Cemetery mit Gräbern von herausragenden Persönlichkeiten wie Karl Marx und Michael Faraday. Im Tottenham Hotspur Stadium spielt der Fußballverein Tottenham Hotspur. 
Jährlich findet hier das Wireless Festival statt.

## Stadtteile
- Bounds Green
- Bowes Park
- Broadwater Farm
- Crouch End
- Finsbury Park *
- Fortis Green
- Harringay
- Highgate
- Hornsey
- Muswell Hill *
- Noel Park
- Seven Sisters
- South Tottenham
- Stroud Green *
- Tottenham
- Tottenham Green
- West Green
- Wood Green *

* - Zu entsprechenden Stadtteilen gibt es noch keine eigenen Artikel, nur Weiterleitungen hierher.

## Bevölkerung
Die Bevölkerung setzte sich 2008 zusammen aus 65,8 % Weißen, 7,9 % Asiaten, 17,8 % Schwarzen und 1,6 % Chinesen.

## Persönlichkeiten
- Louis Ashbourne Serkis (* 2004), Schauspieler
- Les Bennett (1918–1999), Fußballspieler
- Peter Capaldi (* 1958), Schauspieler und Regisseur
- Dave Clark (* 1942), Musiker und Musikmanager
- Lindsay Cooper (1951–2013), Fagott- und Saxophonspielerin
- Ray Davies (* 1944), Rockmusiker
- Jess Glynne (* 1989), Sängerin
- Gary Green (* 1950), Rockmusiker
- Jack Hawkins (1910–1973), Schauspieler
- Mark Hollis (1955–2019), Musiker und Sänger
- Claire van Kampen (1953–2025), Regisseurin, Komponistin und Dramatikerin
- Emer Kenny (* 1989), Schauspielerin und Drehbuchautorin
- Michael Kiwanuka (* 1987), Soul-Sänger
- Lily Loveless (* 1990), Schauspielerin
- John Lydon (* 1956), Punkrocker
- John Hugh Mather (1887–1957), Marineoffizier und Antarktisreisender
- Simon Nicol (* 1950), Folkrockmusiker
- Rodney Nuckey (1929–2000), Autorennfahrer
- Leslie Phillips (1924–2022), Schauspieler
- Edward Albert Sharpey-Schafer (1850–1935), Physiologe
- Sonique (* 1968), Sängerin und DJ
- Alvin Stardust (1942–2014), Rockmusiker

## Städtepartnerschaften
Partnerstädte sind Koblenz (Deutschland), Arima (Trinidad und Tobago), Clarendon (Jamaika), Larnaka (Zypern), Livry-Gargan (Frankreich) und Sundbyberg (Schweden).

## Politik

### Stadtrat
- Greens: 0
- Labour: 46
- LibDem: 7
- Cons.: 10
- Unabh.: 4
- Sonst.: 0

Nächste Wahl: 7. Mai 2026